# Курсор

Курсор миші

Курсо́р (англ. cursor; укр. показник; стрілка) — вказівник на поточну позицію; це візуальна позначка на екрані, яка вказує користувачу, де буде розміщений наступний символ, що вводиться (зазвичай з клавіатури). Як правило, курсор зображений у вигляді вертикальної лінії.
Текстовий курсор застосовується в інтерфейсі командного рядка та / або областях редагування тексту, показуючи місце, куди буде вставлений наступний символ (наприклад, символ набраний з клавіатури), або місце тексту, в якому відбувається редагування зараз. Для переміщення курсору по екрану (або тексту), застосовуються клавіші управління курсором - клавіші зі стрілками в чотирьох напрямках, а також клавіші Home і End для переміщення в логічні початок і кінець (рядки), PageUp і PageDown для переміщення на логічну сторінку вгору (назад ) і вниз (вперед) та інше.
- при редагуванні тексту (текстовий курсор)
- миші (курсор миші)
- в таблиці бази даних тощо.